# Pete Buttigieg
Peter Paul Montgomery Buttigieg (výslovnost: [ˈbuːtɪdʒədʒ]IPA, Budedžedž; * 19. ledna 1982 South Bend, Indiana) je americký politik. V letech 2021–2025 zastával úřad ministra dopravy Spojených států amerických v Bidenově kabinetu, jakožto historicky první otevřený gay v americké vládě. V letech 2012–2020 byl starostou South Bendu v Indianě a zúčastnil se také primárek Demokratické strany, předstupně amerických prezidentských voleb 2020.

## Vzdělání a původ
Narodil se roku 1982 v South Bendu do rodiny vysokoškolských pedagogů, jeho otec Joseph Buttigieg se do USA přistěhoval z Malty. Byl vychován jako katolík, v dospělosti přestoupil k anglikánství.
Vystudoval historii a literaturu na Harvardově univerzitě a politologii a ekonomii na Oxfordské univerzitě. Sloužil jako dobrovolník u námořnictva v Afghánistánu. Před vstupem do politiky pracoval pro poradenskou firmu McKinsey & Company.

## Politická kariéra
Jako člen Demokratické strany podpořil program Green New Deal a přihlásil se k „demokratickému kapitalismu“ kombinujícímu svobodný trh se sociálním zabezpečením. Vyjádřil se pro daňovou reformu, uvolnění imigračních zákonů a legalizaci marihuany.
Byl jedním z 11 uchazečů o kandidaturu Demokratické strany pro volby prezidenta USA v listopadu 2020. V Iowě vyhrál těsně před Berniem Sandersem 3. února 2020 tzv. kaukusy, tj. stranické schůze občanů, jimiž byly zahájeny demokratické primárky. Získal ovšem jen 11 hlasů volitelů pro rozhodující sjezd Demokratické strany, stejně jako Sanders. Kandidaturu stáhnul 1. března 2020 a podpořil Joe Bidena.
V prosinci 2020 zvolený prezident Joe Biden oznámil, že si Petea Buttigiege vybral za svého ministra dopravy. Jeho nominace byla potvrzena Senátem USA 2. února 2021 poměrem 86-13.

## Soukromý život
Pete Buttigieg uzavřel v roce 2018 sňatek s Chastenem Glezmanem, který převzal jeho příjmení. Zálibou Petea Buttigiege je hudba, hovoří sedmi jazyky. Vydal autobiografickou knihu Shortest Way Home.